# Bryconops alburnoides
Bryconops alburnoides är en fiskart som beskrevs av Kner, 1858. Bryconops alburnoides ingår i släktet Bryconops och familjen Characidae. Inga underarter finns listade.